# Trebbin
Trebbin – miasto w Niemczech w kraju związkowym Brandenburgia, w powiecie Teltow-Fläming. Trebbin leży ok. 36 km na południe od Berlina.

## Toponimia
Nazwa pochodzenia słowiańskiego, z połabskiego trebyńi „poręba”, oznacza zatem osadę wybudowaną w miejscu wyciętego lasu.

## Współpraca zagraniczna
- Bognor Regis, Anglia
- Weil am Rhein, Badenia-Wirtembergia

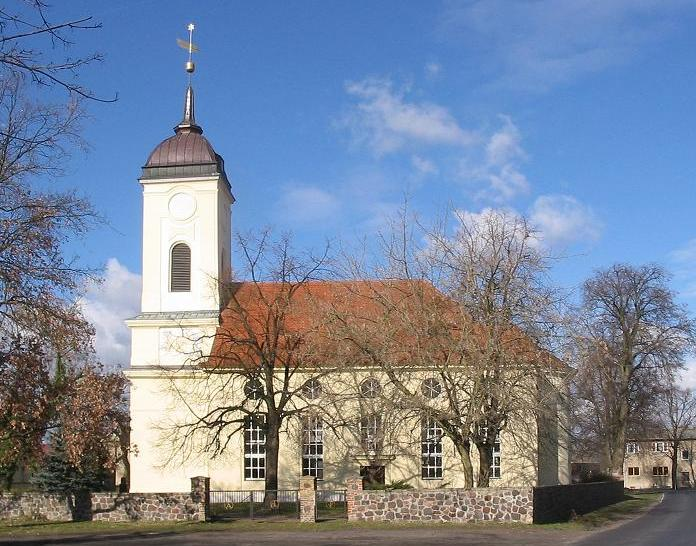
Barokowy kościół z 1754